# Synallaxis cinnamomea
El pijuí pechiestriado (Synallaxis cinnamomea), también denominado güitío canelo (en Venezuela), chamicero  o rastrojero listado (en Colombia) o pijuí de pecho rayado, es una especie de ave paseriforme de la familia Furnariidae perteneciente al numeroso género Synallaxis. Es nativa del norte de América del Sur, y Trinidad y Tobago.

## Distribución y hábitat
Se distribuye desde los Andes orientales de Colombia y la Serranía del Perijá hacia el este por el noroeste, norte y noreste de Venezuela y en Trinidad y Tobago.
Esta especie es considerada bastante común en sus hábitats naturales: el sotobosque de los bordes de selvas húmedas, de crecimientos secundarios y bosques caducifolios por debajo de los 1500 metros de altitud.

## Descripción
Mide entre 14 y 15 cm de longitud y pesa entre 15 y 23 g. La cabeza y el dorso son de color marrón oscuro opaco; presenta una corta lista superciliar ocre; los hombros y las alas son de color castaño rufo; el área malar y la garganta son blancas con rayitas negras; el pecho y el vientre son de color ocre con pintas oscuras; la cola es de color castaño.
La subespecie S. c. aveledoi es la más pálida y S. c. striatipectus la más oscura; S. c. bolivari presenta garganta más blanca con menos puntos negros. La subespecie de Tobago S. c. terrestrisi es más grande y clara; y S. c. carri de Trinidad es oscura y con pintas brillantes.

## Comportamiento
Como la mayoría de sus congéneres, es un ave furtiva, que anda en parejas, hurgando en el denso enmarañado del sotobosque.

### Alimentación
Se alimenta de insectos, que busca a menos de dos metros de altura del suelo, frecuentemente haciendo parte de bandadas mixtas con otras especies.

### Reproducción
Construye un nido con ramas, en forma esférica, con una entrada tubular, en un arbusto bajo. La hembra pone dos huevos de color blancuzco verdoso.

### Vocalización
El canto es un repetitivo «chik, kuiiik?; chik, kuiiik?; chik, kuiiik?....» a menudo propongado.

## Sistemática

### Descripción original
La especie S. cinnamonea fue descrita por primera vez por el naturalista francés Frédéric de Lafresnaye en 1843 bajo el nombre científico Synnalaxis [error] cinnamomeus; su localidad tipo es: «Colombia = "Bogotá"».

### Etimología
El nombre genérico femenino «Synallaxis» puede derivar del griego «συναλλαξις sunallaxis, συναλλαξεως sunallaxeōs»: intercambio; tal vez porque el creador del género, Vieillot, pensó que dos ejemplares de características semejantes del género podrían ser macho y hembra de la misma especie, o entonces, en alusión a las características diferentes que garantizan la separación genérica; una acepción diferente sería que deriva del nombre griego «Synalasis», una de las ninfas griegas Ionides. El nombre de la especie «cinnamonea», proviene del latín moderno «cinnamomeus»: de color canela.

### Taxonomía
Aunque el exclusivo patrón de plumaje sugiere que no tendría parientes próximos, los datos genéticos indican que la presente especie está cercanamente emparentada con el par formado por Synallaxis cherriei y  S. rutilans. Existe un notable contraste entre la subespecie nominal y bolivari que podría reflejar una separación a nivel de especies, pero la subespecie striatipectus es intermediaria entre ambas.

### Subespecies
Según las clasificaciones del Congreso Ornitológico Internacional (IOC) y Clements Checklist/eBird v.2019 se reconocen siete subespecies, con su correspondiente distribución geográfica:
- Synallaxis cinnamomea cinnamomea Lafresnaye, 1843 – extremo noroeste de Venezuela (Serranía del Perijá) y Andes orientales de Colombia (Magdalena, Santander al sur hasta Cundinamarca).
- Synallaxis cinnamomea aveledoi Phelps, Sr & Phelps, Jr, 1946 – oeste de Venezuela (Falcón, oeste y sur de Lara hasta el norte de  Táchira) y Andes de Colombia (Norte de Santander).
- Synallaxis cinnamomea bolivari Hartert, 1917 – cordillera de la Costa del centro norte de Venezuela (Yaracuy hacia el este hasta Miranda y  norte de Guárico).
- Synallaxis cinnamomea striatipectus Chapman, 1899 – noreste de Venezuela (oeste de Sucre, Anzoátegui).
- Synallaxis cinnamomea pariae Phelps, Sr & Phelps, Jr, 1949 – península de Paria (Cerro Humo, Cerro Azul), en el noreste de Venezuela.
- Synallaxis cinnamomea carri Chapman, 1895 – Trinidad.
- Synallaxis cinnamomea terrestris Jardine, 1847 – Tobago.